# Азеведо Виана, Орландо де
Орландо де Азеведо Виана (порт.-браз. Orlando de Azevedo Viana; 4 декабря 1923, Ресифи — 5 августа 2004, Рио-де-Жанейро), более известный под именем Орландо Пинго де Оуро (порт.-браз. Orlando Pingo de Ouro) или просто Орландо — бразильский футболист, нападающий. Чемпион Южной Америки 1949 года. Лучший бомбардир чемпионата Рио-де-Жанейро 1948. В сборной Бразилии провёл 3 игры, все на чемпионате Южной Америки 1949, забив в них 2 мяча, один в ворота сборной Колумбии (победа Бразилии 5:0) и один в ворота Перу (победа Бразилии 7:1).

## Достижения

### Командные
- Чемпион штата Пернамбуку: 1945
- Чемпион штата Рио-де-Жанейро: 1946, 1951
- Обладатель кубка Америки: 1949
- Обладатель Кубка Рио-де-Жанейро: 1952
- Чемпион штата Минас-Жерайс: 1955

### Личные
- Лучший бомбардир Муниципального турнира в Рио-де-Жанейро: 1948 (12 голов)
- Лучший бомбардир штата Рио-де-Жанейро: 1948 (21 гол)